# پاسکال کلمنس
پاسکال کلمنس (انگلیسی: Pascal Klemens؛ زادهٔ ۲۳ ژانویهٔ ۲۰۰۵) بازیکن فوتبال اهل آلمان است که در حال حاضر برای باشگاه فوتبال هرتابرلین بازی می‌کند. 
وی همچنین در تیم‌های ملی فوتبال زیر ۱۷، ۱۸ و ۱۹ سال آلمان بازی کرده است.